# Alonzo G. Decker

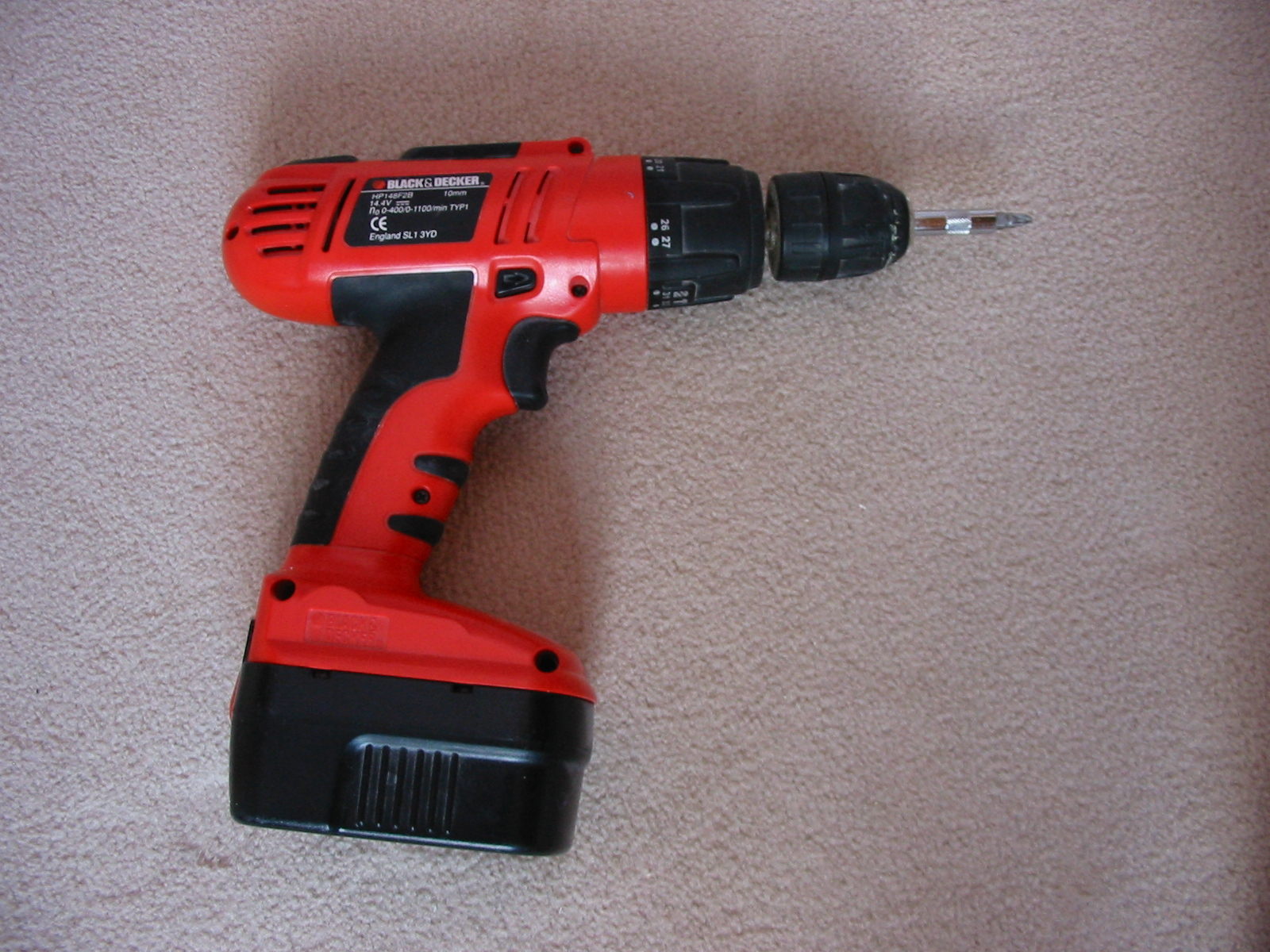
Akušroubovák firmy Black & Decker

Alonzo Galloway Decker Sr. (16. ledna 1884, Baltimore, Maryland – 18. března 1956, Towson) byl americký podnikatel, vynálezce a teosof.
Společně se S. Duncanem Blackem založil Decker v roce 1910 v Baltimoru zámečnickou dílnu s názvem Black & Decker Manufacturing Company. V roce 1914 vymyslel pistolovou rukojeť pro ruční elektrickou vrtačku. Rukojeť měla i vestavěný spínač; tento systém se na vrtačkách používá až do současnosti. O tři roky později si nechal vynález patentovat. V Towsonu (předměstí Baltimoru) firma postavila svou první továrnu na výrobu elektrického nářadí. V následujících letech společnost celosvětově expandovala. Po Blackově smrti v roce 1951 zůstal Decker v čele firmy až do své smrti v roce 1956.
3. dubna 1929 se stal členem Teosofické společnosti Adyar a byl jejím členem až do své smrti.
Jeho syn Alonzo Galloway Decker Jr. (1908-2002), stál v čele společnosti v letech 1960 až 1975.